# Charles Walcott
Charles Doolittle Walcott (New York Mills, 31 maart 1850 - Washington D.C., 9 februari 1927) was een Amerikaans paleontoloog, gespecialiseerd in ongewervelden. Hij is vooral bekend geworden om zijn ontdekking van goed bewaarde fossielen in de Burgess shale formatie in 1909.

## Jonge jaren
Walcott werd geboren in New York Mills in de staat New York. Hij was al op jonge leeftijd geïnteresseerd in de natuur. Zo verzamelde hij mineralen en vogeleieren, en uiteindelijk fossielen. Hij maakte zijn middelbare school niet af, maar zijn interesse in fossielen bracht hem in contact met Louis Agassiz, werkzaam aan Harvard, die hem aanmoedigde te gaan werken op het gebied van paleontologie.
Op 9 januari 1872 trouwde Walcott met Lura Ann Rust, dochter van een boer in New York, waar Walcott een van zijn belangrijkste ontdekkingen van trilobieten deed. Zijn vrouw stierf op 23 januari 1876.

## Begin van een wetenschappelijke carrière
Walcott begon zijn professionele paleontologiecarrière met de ontdekking van nieuwe lokaliteiten, zoals de Walcott-Rust Groeve in New York en de Georgia Plane trilobieten in Vermont.
In 1876 werd hij de assistent van James Hall. Later werd hij lid van de American Association for the Advancement of Science.
Walcott sloot zich aan bij de United States Geological Survey in 1879, en werd de directeur hiervan in 1894. Hij werkte met name aan de Cambrische lagen in locaties in de Verenigde Staten, waarbij hij vele veldtochten maakte. Zijn werk was van groot belang voor de stratigrafie.
In 1888 trouwde Walcott opnieuw, ditmaal met Helena Breese Stevens. Samen kregen ze tussen 1889 en 1896 vier kinderen: Charles Doolittle Walcott, Sydney Stevens Walcott, Helena Breese Walcott en Benjamin Stuart Walcott.
Walcott werd toegelaten tot de National Academy of Sciences in 1896. In 1902 ontmoette hij Andrew Carnegie, en werd een van de oprichters van de Carnegie Institution of Washington.

## Leiderschap van het Smithsonian Institution
Walcott werd secretaris van het Smithsonian Institution na de dood van Samuel Pierpont Langley in 1907, en behield deze positie tot aan zijn eigen dood. Vanwege zijn verantwoordelijkheden bij Smithsonian, nam hij ontslag als directeur van de United States Geological Survey.
In 1910, het jaar na de ontdekking van de Cambrische fossielen in de Burgess shale, keerde Walcott terug naar dit gebied, vergezeld door zijn zonen Stuart en Sidney. Samen onderzochten ze de grondlagen nog eens, en vonden meer fossielen. Tussen 1910 en 1924 keerde Walcott geregeld terug naar het gebied om in totaal 65,000 monsters te verzamelen van wat nu bekendstaat als de Walcott groeve.
Walcotts vrouw Helena kwam om bij een treinongeluk in Connecticut in 1911. In 1914 trouwde Walcott voor de derde keer, nu met Mary Morris Vaux. Zij vergezelde hem geregeld op zijn expedities.
Walcott diende als president van de American Association for the Advancement of Science in 1923.

## Dood en bekendheid
Walcott stierf in Washington D.C. in 1927. Na zijn dood werden Walcotts monsters, foto’s en notities opgeslagen totdat een nieuwe generatie paleontologen geïnteresseerd raakte in zijn werk eind jaren 60.
Walcott zou waarschijnlijk een stuk minder bekend zijn geweest als Stephen Jay Gould niet de aandacht op hem zou hebben gevestigd in zijn boek Wonderful Life (1989), na nieuw onderzoek aan de fossielen door Simon Conway Morris.
Walcotts werk op de Ordovicische trilobieten van New York werd vaak genegeerd, tot begin jaren 90. Toen heropende amateur paleontoloog Thomas Whiteley de Walcott-Rust Groeve.
Een piek op de Mount Burgess in Canada werd naar Walcott vernoemd. De Charles Doolittle Walcott Medal wordt eens in de vijf jaar uitgereikt door de National Academy of Sciences voor belangrijk onderzoek op het gebied van de stratigrafie en paleontologie van het Precambrium en Cambrium.